# Amicus certus in re incerta cernitur
Amicus certus in re incerta cernitur (lett. "L'amico certo si riconosce nella sorte incerta", ovvero "Il vero amico si riconosce nei momenti difficili") è una frase latina del poeta Ennio (fr. 210 Vahlen), proveniente dalla sua tragedia Ècuba, a noi non pervenuta. È citata da Cicerone nel  De amicitia (17, 64).
Nella massima, di tono proverbiale e sentenzioso, si notino gli effetti sonori prodotti dall'allitterazione e dalla paronomasia, ricercati giochi fonici caratteristici della poesia enniana.